# Évron
Pour les articles homonymes, voir Évron (homonymie).
Évron est une commune française, située dans le département de la Mayenne en région Pays de la Loire, peuplée de 8 380 habitants.
La commune fait partie de la province historique du Maine, et se situe dans le Bas-Maine.

## Géographie
Quatrième ville de la Mayenne, Évron se situe à 33 km à l'est de Laval et à 54 km à l'ouest du Mans.

### Communes limitrophes
| Neau, Brée            | Mézangers          | Sainte-Gemmes-le-Robert   |
| Montsûrs              | Évron              | Assé-le-Bérenger, Voutré  |
| La Chapelle-Rainsouin | Livet, Saint-Léger | Sainte-Suzanne-et-Chammes |

### Climat
Le climat qui caractérise la commune est qualifié, en 2010, de « climat océanique altéré », selon la typologie des climats de la France qui compte alors huit grands types de climats en métropole. En 2020, la commune ressort du même type de climat dans la classification établie par Météo-France, qui ne compte désormais, en première approche, que cinq grands types de climats en métropole. Il s’agit d’une zone de transition entre le climat océanique, le climat de montagne et le climat semi-continental. Les écarts de température entre hiver et été augmentent avec l'éloignement de la mer. La pluviométrie est plus faible qu'en bord de mer, sauf aux abords des reliefs.
Les paramètres climatiques qui ont permis d’établir la typologie de 2010 comportent six variables pour les températures et huit pour les précipitations, dont les valeurs correspondent aux données mensuelles sur la normale 1971-2000. Les sept principales variables caractérisant la commune sont présentées dans l'encadré ci-après.
| Paramètres climatiques communaux sur la période 1971-2000 - Moyenne annuelle de température : 11 °C - Nombre de jours avec une température inférieure à −5 °C : 2,4 j - Nombre de jours avec une température supérieure à 30 °C : 3 j - Amplitude thermique annuelle : 14 °C - Cumuls annuels de précipitation : 772 mm - Nombre de jours de précipitation en janvier : 12,6 j - Nombre de jours de précipitation en juillet : 7 j |

Avec le changement climatique, ces variables ont évolué. Une étude réalisée en 2014 par la Direction générale de l'Énergie et du Climat complétée par des études régionales prévoit en effet que la  température moyenne devrait croître et la pluviométrie moyenne baisser, avec toutefois de fortes variations régionales. La station météorologique de Météo-France installée sur la commune et mise en service en 1945 permet de connaître en continu l'évolution des indicateurs météorologiques. Le tableau détaillé pour la période 1981-2010 est présenté ci-après.
| Mois                                  | jan.             | fév.          | mars            | avril         | mai             | juin            | jui.        | août           | sep.            | oct.            | nov.          | déc.           | année    |
| ------------------------------------- | ---------------- | ------------- | --------------- | ------------- | --------------- | --------------- | ----------- | -------------- | --------------- | --------------- | ------------- | -------------- | -------- |
| Température minimale moyenne (°C)     | 1,8              | 1,5           | 3,4             | 5             | 8,6             | 11,2            | 13          | 12,6           | 10,1            | 8               | 4,3           | 2,2            | 6,8      |
| Température moyenne (°C)              | 4,8              | 5,2           | 7,9             | 10,1          | 13,9            | 16,9            | 18,9        | 18,7           | 15,8            | 12,3            | 7,7           | 5,1            | 11,5     |
| Température maximale moyenne (°C)     | 7,7              | 8,8           | 12,3            | 15,3          | 19,2            | 22,6            | 24,8        | 24,8           | 21,5            | 16,6            | 11,2          | 8              | 16,1     |
| Record de froid (°C) date du record   | −15,9 08.01.1985 | −14 09.02.12  | −10,8 01.03.05  | −5 06.04.21   | −3,5 01.05.1945 | 0,7 01.06.06    | 4 30.07.15  | 2,9 31.08.1986 | −0,5 30.09.18   | −4,5 30.10.1997 | −8,4 17.11.07 | −16 29.12.1964 | −16 1964 |
| Record de chaleur (°C) date du record | 16 13.01.1993    | 20,5 27.02.19 | 23,8 23.03.1953 | 29 17.04.1945 | 33,9 25.05.1953 | 37,2 30.06.1952 | 41 25.07.19 | 39,5 10.08.03  | 35,4 01.09.1961 | 29,5 03.10.11   | 22 07.11.15   | 16,9 07.12.00  | 41 2019  |
| Précipitations (mm)                   | 83,6             | 61,5          | 59,9            | 55,6          | 66,8            | 49,4            | 57          | 40,9           | 67,4            | 80,7            | 74,6          | 86,8           | 784,2    |

## Urbanisme

### Typologie
Au 1er janvier 2024, Évron est catégorisée petite ville, selon la nouvelle grille communale de densité à sept niveaux définie par l'Insee en 2022.
Elle appartient à l'unité urbaine d'Évron, une unité urbaine monocommunale constituant une ville isolée,. Par ailleurs la commune fait partie de l'aire d'attraction d'Évron, dont elle est la commune-centre,. Cette aire, qui regroupe 18 communes, est catégorisée dans les aires de moins de 50 000 habitants,.

## Toponymie
Toponyme celtique (gaulois) composé des éléments eburo « if », suivi du suffixe -o de localisation ou de -duno « village fortifié » ou plutôt (-ó)-magos « plaine, marché ». D'après Dauzat et Rostaing (Dictionnaire étymologique des noms de lieux en France), ce toponyme proviendrait plutôt du nom d'homme gaulois Eburos. Le nom ancien est Aurion.

## Histoire
Au VIIe siècle un premier monastère est construit près du bourg d'Aurion, autour duquel va se structurer un bourg monastique. Cette fondation de l'abbaye Notre-Dame d'Évron est documentée par le testament de saint Hadouin évêque du Mans en 642. La légende de l'épine est attachée aux origines de sa fondation. Ce premier monastère est détruit avec le bourg d'Aurion au IXe siècle par les Normands. Ce n'est qu'en 980 que l'abbaye est restaurée et reconstruite. Elle attire alors de nombreux pèlerins.
L'abbatiale romane construite au XIe – XIIe siècle comporte une tour clocher porche à structure défensive, le chœur et les transepts sont reconstruits aux XIIIe et XIVe siècles en style gothique supprimant la crypte. Les affres de la guerre de Cent Ans et la situation financière difficile des moines mettent un coup d'arrêt à la reconstruction de l'abbatiale. La construction d'un arc provisoire de renfort, parfaitement visible de l'extérieur, entre les restes de la partie romane et la partie gothique plus haute, montre bien que les moines pensaient un jour reprendre les travaux.
La ville est envahie par les Anglais en 1418, pillée par les huguenots durant les guerres de religion en 1577. Des fortifications sont construites au XVIe siècle avec pont-levis et fossés pour la protection du bourg monastique mais restent inutilisées car les temps s'apaisent et l'abbaye ne fait plus l'objet d'attaques militaires.
L'abbatiale a été classée monument historique en 1840. elle devient église paroissiale en 1791 et l'église paroissiale Saint-Martin qui jouxtait l'abbatiale au sud depuis l'origine est démolie en 1792. Elle est érigée en basilique en 1940
Les halles qui dataient du XVe siècle, situées entre l'église et l'abbatiale sont supprimées au milieu du XIXe, une halle aux grains surmontée de la mairie est alors construite en style néoclassique, elle est transformée après suppression de l'étage en médiathèque en 1988, place Mendes-France.
Alfred Chanzy général de l'armée de la Loire, après la défaite du Mans installe son quartier général à Évron en janvier 1871, il y discutera les conditions de l'armistice.
Le 1er janvier 2019, la commune absorbe Châtres-la-Forêt et Saint-Christophe-du-Luat et forme une commune nouvelle composée de trois communes déléguées.

## Politique et administration

### Communes déléguées
Les anciennes communes, aujourd'hui communes déléguées, qui ont fusionné avec Évron sont les suivantes :
| Nom                      | Code Insee | Intercommunalité | Superficie (km2) | Population (dernière pop. légale) | Densité (hab./km2) |
| ------------------------ | ---------- | ---------------- | ---------------- | --------------------------------- | ------------------ |
| Châtres-la-Forêt         | 53065      | CC des Coëvrons  | 13,6             | 784 (2016)                        | 58                 |
| Saint-Christophe-du-Luat | 53207      | CC des Coëvrons  | 19,12            | 773 (2016)                        | 40                 |

### Jumelages
- Lakota (Côte d'Ivoire).
- Wildeshausen (Allemagne).
- Hertford (Royaume-Uni).
- Alwernia (Pologne).

## Population et société

### Démographie
| 1793  | 1800  | 1806  | 1821  | 1831  | 1836  | 1841  | 1846  | 1851  |
| ----- | ----- | ----- | ----- | ----- | ----- | ----- | ----- | ----- |
| 3 314 | 3 020 | 3 110 | 3 518 | 3 750 | 3 867 | 4 130 | 4 318 | 4 461 |

| 1856  | 1861  | 1866  | 1872  | 1876  | 1881  | 1886  | 1891  | 1896  |
| ----- | ----- | ----- | ----- | ----- | ----- | ----- | ----- | ----- |
| 4 853 | 5 101 | 5 243 | 5 011 | 4 724 | 4 482 | 4 377 | 4 307 | 4 158 |

| 1901  | 1906  | 1911  | 1921  | 1926  | 1931  | 1936  | 1946  | 1954  |
| ----- | ----- | ----- | ----- | ----- | ----- | ----- | ----- | ----- |
| 4 089 | 4 041 | 3 978 | 3 534 | 3 383 | 3 264 | 3 333 | 3 740 | 3 461 |

| 1962  | 1968  | 1975  | 1982  | 1990  | 1999  | 2008  | 2013  | 2018  |
| ----- | ----- | ----- | ----- | ----- | ----- | ----- | ----- | ----- |
| 3 874 | 4 537 | 5 407 | 6 398 | 6 904 | 7 283 | 7 092 | 7 107 | 7 048 |

| 2019  | - | - | - | - | - | - | - | - |
| ----- | - | - | - | - | - | - | - | - |
| 7 059 | - | - | - | - | - | - | - | - |

L'évolution du nombre d'habitants est connue à travers les recensements de la population effectués dans la commune depuis sa création.
En 2022, la commune comptait 8 380 habitants, en évolution de −4,31 % par rapport à 2016 (Mayenne : −0,73 %, France hors Mayotte : +2,11 %).
| 2016  | 2017  | 2018  | 2019  | 2022  |
| ----- | ----- | ----- | ----- | ----- |
| 8 757 | 8 671 | 8 607 | 8 614 | 8 380 |

### Enseignement
Il y a trois écoles maternelles dans la commune d'Évron :
- École maternelle de la Valaisière ;
- École maternelle des Grands Prés ;
- École maternelle Saint-Joseph.

Il y a deux écoles primaires :
- École Saint-Joseph ;
- École Jean-Monnet.

Il y a deux collèges et deux lycées :
- Collège Sacré-Cœur ;
- Collège Paul-Langevin ;
- Lycée Raoul-Vadepied (général et professionnel) ;
- Lycée d'Orion (professionnel secondaire et supérieur).

### Manifestations culturelles et festivités
- Festival d'Arts sacrés, première semaine de juillet à la basilique d'Évron. Concerts, danses, expositions, visites guidées.
- Festival de la viande tous les ans le premier week-end de septembre (sur trois jours), au moment de la fête commerciale et braderie.

### Sports
- Le CA Évron Handball est un des plus importants clubs de handball en Mayenne (231 licenciés en 2012-2013)[réf. nécessaire]. Les seniors A masculin évoluent en 2013/2014 en honneur région, manquant de peu en 2013 (2e) l'accès à la catégorie supérieure. Ils ont remporté plusieurs fois la coupe de la Mayenne. Quant aux seniors féminines, elles ont accédé à l'honneur région en 2013, et pour la première fois dans le club, en finissant première de leur poule départementale et en remportant la coupe de la Mayenne contre une équipe régionale la saison précédente. Le club comporte également de nombreux jeunes qui assurent chaque année l'évolution des équipes au sein de celui-ci ainsi que de nombreux bénévoles et supporters.
- L'Alerte Évron basket pour la saison[pertinence contestée] :
  - 2012-2013 compte 187 licenciés dont 79 enfants à l'École de basket (école labellisée). Le club devient le 3e club de la Mayenne[réf. nécessaire]. L'équipe des cadettes  remporte la coupe de la Mayenne face à Bonchamp. L'équipe senior féminine se hisse en finale du challenge de la Mayenne mais perd la finale face à l'équipe de Bonchamp.
  - 2013-2014, le club compte déjà 187 licenciés et se développe en créant une école décentralisé sur Bais et participe à des opérations Basket École dans l'ensemble de la communauté de communes. Les benjamins deviennent champion de la Mayenne en battant l'équipe de l'Usl
  - 2014-2015, le club compte 203 licenciés avec une école de mini basket labellisée de 87 enfants. Première école de mini basket de la Mayenne. Une école décentralisée est créée à Voutré. En 2015-2016, l'équipe seniors garçon évoluant en région 3 et l'équipe seniors féminine CTC Nord Mayenne perdent en finale de la coupe de la Mayenne face à L'Union sportive de Saint-Berthevin. Les seniors féminines gagnent le challenge de la Mayenne avec l'équipe de la CTC Nord Mayenne basket et les cadets sont vice-champions de la Mayenne. Le club se voit remettre le label Club Formateur Espoir par la FFBB. Ce label met en avant la réussite et la qualité de la formation des jeunes. Le club de l'Alerte intègre la CTC Nord Mayenne Basket avec le CA mayennais et Martigné basket.

## Économie
- Fromagerie Bel : 800 employés. Cette fromagerie fabrique les fameux mini Babybel.
- Abattoir de porcs SOCOPA : 1 000 employés. Cet abattoir, l'un des plus grands de l'ouest, tue entre 25 000 et 30 000 porcs par semaine.
- Howmet CIRAL : 325 employés. Fonderie de métaux légers.

## Culture locale et patrimoine

### Lieux et monuments

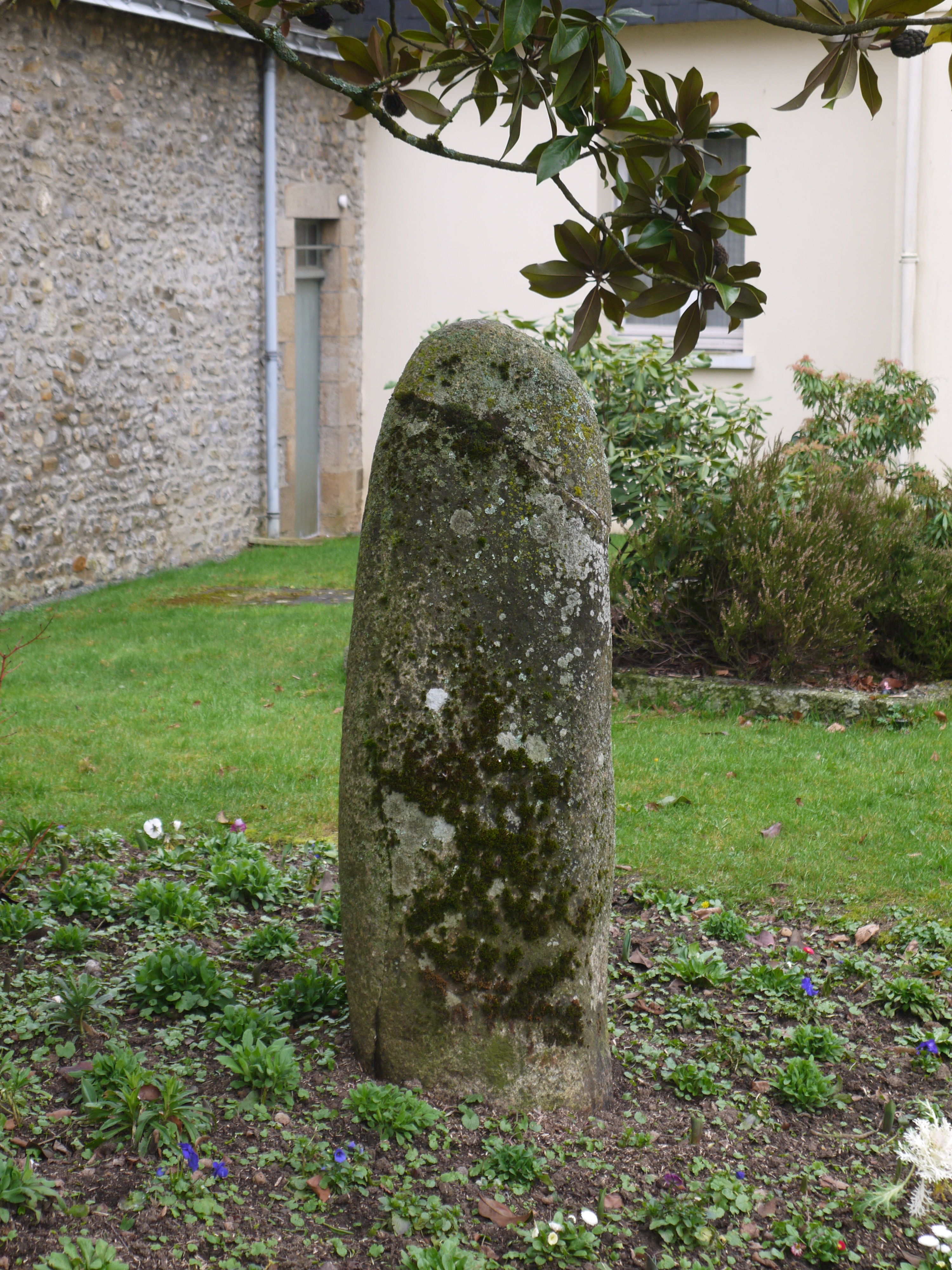
Stèle gauloise place de la Mairie.

Évron est une cité du Pays d'art et d'histoire Coëvrons-Mayenne.
- Abbaye Notre-Dame d'Évron : son église abbatiale pour partie romane et pour partie gothique, classée monument historique en 1840, église paroissiale depuis la révolution (érigée en basilique Notre-Dame de l'Épine en 1941) et dont une partie des vitraux sont au musée des « Cloîtres » de New York.
- L'abbaye bénédictine du XVIIIe siècle devenue depuis 2014 le siège et le centre de formation de la Communauté Saint-Martin.
- le grand jardin à la française de l'abbaye.
- Statue de la Vierge en argent repoussé sur bois[30].
- Gare ferroviaire, ouverture de la ligne Paris-Laval en 1855.
- Médiathèque, ancienne mairie et halle aux grains construite entre 1847 et 1852, transformée en 1988[31].
- Deux stèles gauloises sont implantées sur la commune : place de la Mairie et place de la Basilique contre le transept sud.
- Chapelle Saint-Crépin d'Évron.
- Cadran solaire, place Sainte-Anne.
- Four à chaux, place Sainte-Anne.
- Lavoir, rue Basse de Saulgé à Évron.
- Lavoir, ruelle des Douets à Évron[32].
- Chapelle du Torticolis au lieu-dit les Hermandière à Châtres-la-Forêt.
- Château de Montecler (château privé) visible depuis la route (commune de Châtres-la-Forêt).
- Ancien château de la Peillerie.

### Équipement culturel et sportif
Le jardin aquatique construit en 1976 sur un concept alors novateur avec des bassins ludiques, équipés de mur d'escalade et de jeux.
Un conservatoire de musique et de danse avec salle de spectacle constitue avec le cinéma Yves-Robert le pôle culturel des Coevrons.

### Personnalités liées à la commune
- Blaise d'Évron, né à Évron, écrivain du XVIe siècle ;
- Michel Bauldry (XVIe-XVIIe siècle, né à Évron), religieux ;
- Jean Louail (1668 à Évron - 1724), théologien ;
- Nicolas Asseline (né en 1711), religieux, fut curé d'Évron ;
- René Jean Baptiste Serveau (1740 à Évron - 1799), juge ;
- Guillaume Le Métayer dit Rochambeau (1763-1798) reçut l'hospitalité chez Mlle Le Plante à Évron, et sur les conseils de cette dernière qui était une ardente royaliste ;
- Charles-Philippe Mesnage (1773-1851), juge de paix à Évron, généalogiste ;
- Maurice Ollivier (1793-1880), homme politique né à Torcé-en-Charnie, maire d'Évron, député de la Mayenne.
- Raoul Vadepied (1908-1995), homme politique mayennais, maire d'Évron de 1953 à 1977 ;
- Le groupe Bussinger, résistants évronnais ;
- Maurice Rocher (1918 à Évron - 1995), peintre ;
- Laurent Fombertasse (° 1968), haltérophile.

### Héraldique
| Blason de Évron | Blason  | Écartelé : au premier et au quatrième d'argent fretté de sable au chef soudé d'or chargé de trois merlettes aussi de sable, au deuxième et au troisième d'or au lion d'azur couronné et lampassé de gueules. |
| Blason de Évron | Détails | |